# Русак, Николай Иванович
Николай Иванович Русак (род. 1 марта 1934 года, деревня Прилепцы, Минская область, БССР) — советский государственный и спортивный деятель. Председатель Госкомспорта СССР (1989 — 1991).

## Биография
В 1951—1954 годах — учащийся Гродненского техникума физической культуры.
С 1954 года — учитель физкультуры в школе, Плещеницы.
В 1954—1957 годах — служба в армии: помощник командира взвода разведки полковой школы.
В 1957—1959 годах — студент института, одновременно в 1958—1959 годах — секретарь комитета ВЛКСМ института.
В 1959—1961 годах — заведующий отделом спортивной и оборонно-массовой работы Минского обкома ЛКСМ Белоруссии.
В 1961—1964 годах — инструктор отдела спортивной и оборонно-массовой работы ЦК ВЛКСМ.
В 1964—1969 годах — заместитель председателя Центрального совета спортивного общества «Буревестник».
В 1969—1973 годах — начальник Управления водных видов спорта Комитета по физической культуре и спорту при Совмине СССР.
В 1973—1983 годах — инструктор Отдела пропаганды ЦК КПСС.
В 1983—1986 годах — заместитель, первый заместитель председателя Комитета по физической культуре и спорту при Совмине СССР.

Порядочный, справедливый руководитель, но сверх головы занятый всевозможными поручениями М.Грамова, который сам спорт не знал и всю текущую работу перепоручал своему заместителю.
— Николай Крогиус, гроссмейстер, начальник Управления шахмат Госкомспорта СССР
В 1986—1989 годах — первый заместитель председателя Госкомитета СССР по физической культуре и спорту. В связи с частыми болезнями главы ведомства М. В. Грамова Русак фактически осуществлял руководство Госкомспортом. В 1989 году на Съезде народных депутатов СССР кандидатура М. В. Грамова была отклонена депутатами и председателем Госкомспорта СССР утверждён Н. И. Русак.
В 1989—1991 годах — председатель Госкомитета СССР по физической культуре и спорту. В 1983—1991 под непосредственным руководством Н. И. Русака в ранге зампредов Госкомспорта СССР работали Анатолий Колесов, Виктор Маматов, Леонид Драчевский, Вячеслав Гаврилин, Василий Громыко. В управленческой команде Н. И. Русака начинал карьеру будущий ректор Московской государственной академии физической культуры Сергей Сейранов.
С 1991 года — председатель Комитета физической культуры и спорта при Кабинете Министров СССР.
В 1993—1998 годах — советник посольства России в Азербайджане.
В 1998—1999 годах — политический советник при командующем миротворческими силами СНГ в Абхазии.
С 18 февраля 2013 года — исполнительный директор Федерации хоккея с мячом России.
С 2000 года — на пенсии. Живёт на Донской улице в Москве.

## Награды и звания
- Орден «Знак Почёта»;
- Орден Дружбы народов;
- Заслуженный работник физической культуры Российской Федерации (1994)[4];
- Заслуженный тренер СССР.